# Public Service Department
Ein Public Service Department ist eine Behörde oder Ministerium des öffentlichen Dienstes in Neuseeland, die dem State Sector (staatlichen Sektor) zugeordnet wird. Die Zuordnung welche Einrichtungen zur Gruppe der Public Service Departments zählen, wurde im Gesetz des State Sector Act 1988 vorgenommen, das am 1. April 1988 Rechtskraft erlangte.

## Hintergrund
Zum Bereich des öffentlichen Dienstes in Neuseeland zählen rund 2900 Agencies, wobei der Begriff „Agencies“ in Neuseeland synonym für „Organisation“ verwendet wird.
Diese teilen sich auf in Organisationen des State Sectors, also der Regierung des Landes zugehörig und denen die den lokalen Regierungen zugeordnet werden können, also den 67 Territorial Local Authorities (Distrikte und Städte) und 16 Regional Councils.
Zu den Organisationen des State Sectors zählen:
- 0032 Public Service Departments,
- 0004 Departmental Agencies,
- 0003 Non-Public Service Departments,
- 0003 Offices of Parliament,
- 0001 Reserve Bank of New Zealand,
- 0020 District Health Boards,
- 0027 Tertiary Education Institutions,
- 2416 School Boards of Trustees,
- 0070 Crown Entities und
- 0150 Crown entity subsidiaries,
- 0045 Organisationen unter dem Public Finance Act 1989,
- 0011 Firmen unter dem Public Finance Act 1989,
- 0012 State-Owned Enterprises und dazu weiteren drei Firmen mit gemischten Besitzverhältnissen.[3]

Insgesamt beschäftige der öffentlichen Dienst Stand 30. Juni 2017 rund 348.000 Bedienstete und stellte damit 13,8 % aller Arbeitnehmer in Neuseeland. 295.800 Bedienstete waren davon im State Sector beschäftigt und 48.900 Arbeitnehmer davon waren in den Public Service Departments beschäftigt.

## Public Service Departments
| Department                                                     | Gegründet       | Rechtsgrundlage                                                                       | Zuständigkeit | Webseite                      |
| -------------------------------------------------------------- | --------------- | ------------------------------------------------------------------------------------- | --- | ----------------------------- |
| Crown Law Office                                               | 1875            | Cabinet Directions for the Conduct of Crown Legal Business 2016                       | Attorney-General | www.crownlaw.govt.nz          |
| Department of Conservation                                     | 1. April 1987   | Conservation Act 1987                                                                 | | www.doc.govt.nz               |
| Department of Corrections                                      | 1995            | Corrections Act 2004, Corrections Regulations 2005 und deren Novellierungen           | Ministry of Justice | www.corrections.govt.nz       |
| Department of Internal Affairs                                 | 1840            |                                                                                       | | www.dia.govt.nz               |
| Department of the Prime Minister and Cabinet                   | 1. Januar 1990  | State Sector Act 1988 Public Finance Act 1989                                         | | www.dpmc.govt.nz              |
| Education Review Office                                        | 1989            | Education Act 1989                                                                    | Ministry of Education | www.ero.govt.nz               |
| Government Communications Security Bureau                      | 1977            | Intelligence and Security Act 2017 Government Communications Security Bureau Act 2003 | | www.gcsb.govt.nz              |
| Inland Revenue Department                                      | 1878            |                                                                                       | | www.ird.govt.nz               |
| Land Information New Zealand                                   | 1986            |                                                                                       | | www.linz.govt.nz              |
| Ministry for Culture & Heritage                                | 2000            |                                                                                       | Minister for Arts, Culture and Heritage                                                                                         | www.mch.govt.nz               |
| Ministry for Pacific Peoples                                   | 1990            |                                                                                       | Minister for Pacific Peoples | www.mpp.govt.nz               |
| Ministry for Primary Industries                                | 1972            |                                                                                       | Minister of Agriculture Minister for Biosecurity, Food Safety, and Rural Communities Minister of Fisheries Minister of Forestry | www.mpi.govt.nz               |
| Ministry for the Environment                                   | 1986            | Environment Act 1986                                                                  | Minister for Environment | www.mfe.govt.nz               |
| Ministry for Women                                             | 1984            |                                                                                       | Minister for Women | women.govt.nz                 |
| Ministry of Business, Innovation & Employment                  | 1. Juli 2012    |                                                                                       | | www.mbie.govt.nz              |
| Ministry of Defence                                            |                 |                                                                                       | | www.defence.govt.nz           |
| Ministry of Education                                          | 1. Oktober 1989 |                                                                                       | | www.minedu.govt.nz            |
| Ministry of Foreign Affairs and Trade                          |                 |                                                                                       | | www.mfat.govt.nz              |
| Ministry of Health                                             | 1992            |                                                                                       | | www.health.govt.nz            |
| Ministry of Housing and Urban Development                      | 1. Oktober 2018 |                                                                                       | | www.hud.govt.nz               |
| Ministry of Justice                                            |                 |                                                                                       | | www.justice.govt.nz           |
| Ministry of Māori Development                                  |                 |                                                                                       | | www.tpk.govt.nz               |
| Ministry of Social Development                                 | 1. Oktober 2001 |                                                                                       | | www.msd.govt.nz               |
| Ministry of Transport                                          | 1968            |                                                                                       | | www.transport.govt.nz         |
| New Zealand Customs Service                                    | 5. Januar 1840  |                                                                                       | | www.customs.govt.nz           |
| New Zealand Security Intelligence Service                      |                 |                                                                                       | | www.nzsis.govt.nz             |
| Oranga Tamariki—Ministry for Children                          | April 2017      | Oranga Tamariki Act 1989 Children’s and Young People’s Well-being Act 1989            | Children Minister | www.orangatamariki.govt.nz    |
| Serious Fraud Office                                           |                 |                                                                                       | | sfo.govt.nz                   |
| Public Service Commission                                      | 1913            | Public Service Act 2020                                                               | | www.publicservice.govt.nz     |
| Statistics New Zealand                                         |                 |                                                                                       | | www.stats.govt.nz             |
| Te Kāhui Whakamana Rua Tekau mā Iwa—Pike River Recovery Agency | 31. Januar 2018 |                                                                                       | | www.pikeriverrecovery.govt.nz |
| The Treasury                                                   | 1840            | Public Finance Act 1989                                                               | | www.treasury.govt.nz          |

Quelle: